# НВЛ Суперлига 2012/13
НВЛ Суперлига 2012/13 е 68-ият сезон на Националната волейболна лига при мъжете, най-престижния български волейболен шампионат.
Настоящия шампион е Марек Юнион-Ивкони. Шампионатът включва 10 отбора. Шампионът получава квота за груповата фаза на Шампионската лига.

## Отбори
| Отбор              | Град     | Зала             | Капацитет | Треньор           | Капитан               |
| ------------------ | -------- | ---------------- | --------- | ----------------- | --------------------- |
| Арда               | Кърджали | Арпезос          |           | Иван Халачев      | Николай Колев         |
| Виктория Волей     | Пловдив  | Олимпиада        |           | Петър Костадинов  |                       |
| КВК Габрово        | Габрово  | Орловец          |           | Любомир Герасимов | Красимир Стефанов     |
| Левски Волей       | София    | Сиконко          |           | Мартин Стоев      |                       |
| Марек Юнион-Ивкони | Дупница  | Спортна зала     |           | Найден Найденов   | Тодор Вълчев          |
| Монтана            | Монтана  | Огоста           |           | Северин Димитров  | Бранимир Баев         |
| Нефтохимик 2010    | Бургас   | Младост          |           | Даниел Пеев       | Иван Станев           |
| Пирин Балканстрой  | Разлог   | Септември        |           | Мирослав Живков   | Благовест Катранджиев |
| Славия             | София    | Панайот Пондалов |           | Иван Димитров     | Иван Димитров         |
| ЦСКА               | София    | Васил Симов      |           | Александър Попов  | Ивайло Стефанов       |

## Класиране
|    |                    |       | Мачове | Мачове | Геймове   | Геймове  | Геймове    | Точки     | Точки    | Точки      |
| №  | Отбор              | Точки | Победи | Загуби | Спечелени | Загубени | Коефициент | Спечелени | Загубени | Коефициент |
| -- | ------------------ | ----- | ------ | ------ | --------- | -------- | ---------- | --------- | -------- | ---------- |
| 1  | Марек Юнион-Ивкони | 34    | 11     | 3      | 23        | 9        | 2.556      | 751       | 647      | 1.161      |
| 2  | КВК Габрово        | 32    | 11     | 3      | 22        | 11       | 2.000      | 776       | 669      | 1.160      |
| 3  | Левски Волей       | 28    | 9      | 5      | 23        | 12       | 1.917      | 811       | 745      | 1.089      |
| 4  | Пирин Разлог       | 20    | 7      | 7      | 19        | 15       | 1.267      | 784       | 761      | 1.030      |
| 5  | Нефтохимик 2010    | 21    | 7      | 7      | 18        | 15       | 1.200      | 745       | 739      | 1.008      |
| 6  | ЦСКА               | 22    | 8      | 6      | 21        | 19       | 1.105      | 893       | 842      | 1.061      |
| 7  | Монтана            | 25    | 9      | 5      | 16        | 15       | 1.067      | 716       | 704      | 1.017      |
| 8  | Арда               | 12    | 4      | 10     | 9         | 21       | 0.429      | 625       | 697      | 0.897      |
| 9  | Виктория Волей     | 13    | 3      | 11     | 8         | 25       | 0.320      | 642       | 770      | 0.834      |
| 10 | Славия             | 3     | 1      | 13     | 7         | 24       | 0.292      | 618       | 757      | 0.816      |

## Резултати

### Редовен сезон
Първи кръг
| Дата        | Час   |                    | Резултат |                   | Гейм 1  | Гейм 2  | Гейм 3  | Гейм 4  | Гейм 5  | Общо      |
| ----------- | ----- | ------------------ | -------- | ----------------- | ------- | ------- | ------- | ------- | ------- | --------- |
| 12 октомври | 17:30 | Марек Юнион-Ивкони | 3 – 0    | Нефтохимик 2010   | 25 – 18 | 25 – 19 | 27 – 25 |         |         | 77 – 62   |
| 12 октомври | 18:00 | Славия             | 1 – 3    | КВК Габрово       | 24 – 26 | 25 – 20 | 20 – 25 | 16 – 25 |         | 85 – 96   |
| 12 октомври | 18:00 | Монтана            | 3 – 2    | ЦСКА              | 25 – 23 | 20 – 25 | 19 – 25 | 25 – 23 | 20 – 18 | 109 – 114 |
| 13 октомври | 18:00 | Виктория Волей     | 0 – 3    | Пирин Балканстрой | 19 – 25 | 16 – 25 | 22 – 25 |         |         | 57 – 75   |
| 13 октомври | 18:00 | Левски Волей       | 3 – 1    | Арда              | 25 – 15 | 25 – 21 | 22 – 25 | 25 – 20 |         | 97 – 81   |

Втори кръг
| Дата        | Час   |                   | Резултат |                    | Гейм 1  | Гейм 2  | Гейм 3  | Гейм 4  | Гейм 5  | Общо      |
| ----------- | ----- | ----------------- | -------- | ------------------ | ------- | ------- | ------- | ------- | ------- | --------- |
| 19 октомври | 17:30 | Пирин Балканстрой | 3 – 2    | ЦСКА               | 20 – 25 | 21 – 25 | 25 – 21 | 25 – 21 | 15 – 13 | 106 – 105 |
| 19 октомври | 18:00 | Виктория Волей    | 1 – 3    | Марек Юнион-Ивкони | 13 – 25 | 25 – 20 | 20 – 25 | 20 – 25 |         | 78 – 95   |
| 19 октомври | 18:00 | Нефтохимик 2010   | 3 – 0    | Славия             | 25 – 20 | 25 – 17 | 25 – 17 |         |         | 75 – 54   |
| 19 октомври | 18:00 | КВК Габрово       | 3 – 2    | Левски Волей       | 25 – 19 | 18 – 25 | 22 – 25 | 25 – 20 | 15 – 7  | 105 – 96  |
| 19 октомври | 18:00 | Арда              | 0 – 3    | Монтана            | 25 – 27 | 18 – 25 | 12 – 25 |         |         | 55 – 77   |

Трети кръг
| Дата        | Час   |                    | Резултат |                   | Гейм 1  | Гейм 2  | Гейм 3  | Гейм 4  | Гейм 5 | Общо    |
| ----------- | ----- | ------------------ | -------- | ----------------- | ------- | ------- | ------- | ------- | ------ | ------- |
| 26 октомври | 18:00 | Монтана            | 3 – 0    | КВК Габрово       | 25 – 20 | 25 – 20 | 26 – 24 |         |        | 76 – 64 |
| 26 октомври | 18:00 | Славия             | 1 – 3    | Виктория Волей    | 15 – 25 | 25 – 21 | 20 – 25 | 23 – 25 |        | 83 – 96 |
| 27 октомври | 17:30 | Левски Волей       | 1 – 3    | Нефтохимик 2010   | 25 – 27 | 25 – 19 | 24 – 26 | 20 – 25 |        | 94 – 97 |
| 27 октомври | 17:30 | Марек Юнион-Ивкони | 3 – 1    | Пирин Балканстрой | 25 – 16 | 19 – 25 | 25 – 21 | 25 – 10 |        | 94 – 72 |
| 27 октомври | 17:30 | ЦСКА               | 3 – 0    | Арда              | 25 – 18 | 25 – 18 | 25 – 12 |         |        | 75 – 48 |

Четвърти кръг
| Дата      | Час   |                    | Резултат |              | Гейм 1  | Гейм 2  | Гейм 3  | Гейм 4  | Гейм 5 | Общо    |
| --------- | ----- | ------------------ | -------- | ------------ | ------- | ------- | ------- | ------- | ------ | ------- |
| 2 ноември | 17:30 | Пирин Балканстрой  | 3 – 1    | Арда         | 22 – 25 | 25 – 19 | 25 – 22 | 25 – 20 |        | 97 – 86 |
| 2 ноември | 18:00 | Нефтохимик 2010    | 3 – 0    | Монтана      | 25 – 21 | 25 – 23 | 25 – 16 |         |        | 75 – 60 |
| 3 ноември | 17:30 | Марек Юнион-Ивкони | 3 – 0    | Славия       | 25 – 13 | 25 – 14 | 25 – 18 |         |        | 75 – 45 |
| 3 ноември | 18:00 | Виктория Волей     | 0 – 3    | Левски Волей | 24 – 26 | 16 – 25 | 14 – 25 |         |        | 54 – 76 |
| 4 ноември | 17:00 | КВК Габрово        | 3 – 1    | ЦСКА         | 25 – 20 | 25 – 21 | 22 – 25 | 27 – 25 |        | 99 – 91 |

Пети кръг
| Дата       | Час   |              | Резултат |                    | Гейм 1  | Гейм 2  | Гейм 3  | Гейм 4  | Гейм 5 | Общо      |
| ---------- | ----- | ------------ | -------- | ------------------ | ------- | ------- | ------- | ------- | ------ | --------- |
| 9 ноември  | 18:00 | Арда         | 1 – 3    | КВК Габрово        | 25 – 23 | 15 – 25 | 19 – 25 | 19 – 25 |        | 78 – 98   |
| 9 ноември  | 18:00 | Монтана      | 3 – 0    | Виктория Волей     | 25 – 17 | 25 – 21 | 25 – 22 |         |        | 75 – 60   |
| 9 ноември  | 17:30 | Левски Волей | 3 – 2    | Марек Юнион-Ивкони | 25 – 14 | 26 – 24 | 16 – 25 | 29 – 31 | 15 – 7 | 111 – 101 |
| 9 ноември  | 18:00 | Славия       | 3 – 0    | Пирин Балканстрой  | 25 – 23 | 25 – 20 | 25 – 22 |         |        | 75 – 65   |
| 10 ноември | 17:30 | ЦСКА         | 3 – 2    | Нефтохимик 2010    | 24 – 26 | 25 – 14 | 22 – 25 | 25 – 19 | 15 – 8 | 111 – 92  |

Шести кръг
| Дата        | Час   |                    | Резултат |              | Гейм 1  | Гейм 2  | Гейм 3  | Гейм 4  | Гейм 5 | Общо      |
| ----------- | ----- | ------------------ | -------- | ------------ | ------- | ------- | ------- | ------- | ------ | --------- |
| 16 ноември  | 17:30 | Нефтохимик 2010    | 3 – 0    | Арда         | 25 – 19 | 25 – 23 | 25 – 21 |         |        | 75 – 63   |
| 17 ноември  | 18:00 | Виктория Волей     | 2 – 3    | ЦСКА         | 25 – 22 | 25 – 20 | 22 – 25 | 23 – 25 | 7 – 15 | 102 – 107 |
| 17 ноември  | 18:00 | Славия             | 0 – 3    | Левски Волей | 21 – 25 | 21 – 25 | 14 – 25 |         |        | 56 – 75   |
| 15 декември | 17:30 | Пирин Балканстрой  | 3 – 1    | КВК Габрово  | 25 – 22 | 27 – 29 | 25 – 18 | 25 – 16 |        | 102 – 85  |
| 16 декември | 17:00 | Марек Юнион-Ивкони | 3 – 0    | Монтана      | 26 – 24 | 25 – 15 | 25 – 23 |         |        | 76 – 62   |

Седми кръг
| Дата       | Час   |              | Резултат |                    | Гейм 1  | Гейм 2  | Гейм 3  | Гейм 4  | Гейм 5 | Общо    |
| ---------- | ----- | ------------ | -------- | ------------------ | ------- | ------- | ------- | ------- | ------ | ------- |
| 23 ноември | 18:00 | Арда         | 3 – 0    | Виктория Волей     | 25 – 18 | 25 – 10 | 25 – 20 |         |        | 75 – 48 |
| 23 ноември | 18:00 | Монтана      | 3 – 1    | Славия             | 25 – 15 | 26 – 28 | 25 – 22 | 25 – 14 |        | 96 – 71 |
| 24 ноември | 18:00 | КВК Габрово  | 3 – 0    | Нефтохимик 2010    | 25 – 23 | 25 – 13 | 25 – 19 |         |        | 75 – 55 |
| 25 ноември | 17:30 | Левски Волей | 3 – 0    | Пирин Балканстрой  | 25 – 19 | 25 – 22 | 25 – 20 |         |        | 75 – 61 |
| 26 ноември | 18:00 | ЦСКА         | 1 – 3    | Марек Юнион-Ивкони | 20 – 25 | 17 – 25 | 25 – 21 | 18 – 25 |        | 80 – 96 |

Осми кръг
| Дата       | Час   |                    | Резултат |                 | Гейм 1  | Гейм 2  | Гейм 3  | Гейм 4  | Гейм 5 | Общо      |
| ---------- | ----- | ------------------ | -------- | --------------- | ------- | ------- | ------- | ------- | ------ | --------- |
| 30 ноември | 17:30 | Пирин Балканстрой  | 3 – 1    | Нефтохимик 2010 | 25 – 23 | 25 – 20 | 25 – 27 | 37 – 35 |        | 112 – 105 |
| 30 ноември | 18:00 | Славия             | 1 – 3    | ЦСКА            | 25 – 22 | 20 – 25 | 19 – 25 | 22 – 25 |        | 86 – 97   |
| 30 ноември | 18:00 | Марек Юнион-Ивкони | 3 – 0    | Арда            | 25 – 19 | 25 – 22 | 25 – 21 |         |        | 75 – 62   |
| 1 декември | 18:00 | Виктория Волей     | 0 – 3    | КВК Габрово     | 19 – 25 | 19 – 25 | 16 – 25 |         |        | 54 – 75   |
| 1 декември | 18:00 | Левски Волей       | 3 – 0    | Монтана         | 25 – 23 | 30 – 28 | 28 – 26 |         |        | 83 – 77   |

Девети кръг
| Дата        | Час   |                   | Резултат |                    | Гейм 1  | Гейм 2  | Гейм 3  | Гейм 4  | Гейм 5 | Общо      |
| ----------- | ----- | ----------------- | -------- | ------------------ | ------- | ------- | ------- | ------- | ------ | --------- |
| 7 декември  | 18:00 | Арда              | 3 – 0    | Славия             | 27 – 25 | 25 – 14 | 25 – 16 |         |        | 77 – 55   |
| 7 декември  | 18:00 | Нефтохимик 2010   | 3 – 2    | Виктория Волей     | 25 – 19 | 23 – 25 | 25 – 15 | 21 – 25 | 15 – 9 | 104 – 93  |
| 8 декември  | 17:30 | Пирин Балканстрой | 3 – 1    | Монтана            | 25 – 15 | 25 – 20 | 19 – 25 | 25 – 19 |        | 94 – 79   |
| 8 декември  | 17:30 | ЦСКА              | 3 – 2    | Левски Волей       | 25 – 27 | 25 – 23 | 25 – 20 | 23 – 25 | 15 – 9 | 113 – 104 |
| 20 декември | 18:00 | КВК Габрово       | 3 – 0    | Марек Юнион-Ивкони | 25 – 22 | 25 – 21 | 25 – 19 |         |        | 75 – 62   |

Десети кръг
| Дата      | Час   |                   | Резултат |                    | Гейм 1  | Гейм 2  | Гейм 3  | Гейм 4  | Гейм 5  | Общо     |
| --------- | ----- | ----------------- | -------- | ------------------ | ------- | ------- | ------- | ------- | ------- | -------- |
| 18 януари | 17:30 | Нефтохимик 2010   | 1 – 3    | Марек Юнион-Ивкони | 25 – 20 | 23 – 25 | 17 – 25 | 21 – 25 |         | 86 – 95  |
| 18 януари | 18:00 | ЦСКА              | 0 – 3    | Монтана            | 23 – 25 | 24 – 26 | 24 – 26 |         |         | 71 – 77  |
| 18 януари | 17:30 | Арда              | 0 – 3    | Левски Волей       | 27 – 29 | 25 – 27 | 26 – 28 |         |         | 78 – 84  |
| 19 януари | 17:00 | КВК Габрово       | 3 – 0    | Славия             | 25 – 12 | 25 – 15 | 25 – 21 |         |         | 75 – 48  |
| 19 януари | 17:30 | Пирин Балканстрой | 3 – 2    | Виктория Волей     | 25 – 15 | 25 – 27 | 25 – 19 | 23 – 25 | 15 – 11 | 113 – 97 |

Единадесети кръг
| Дата        | Час   |                    | Резултат |                   | Гейм 1  | Гейм 2  | Гейм 3  | Гейм 4  | Гейм 5 | Общо    |
| ----------- | ----- | ------------------ | -------- | ----------------- | ------- | ------- | ------- | ------- | ------ | ------- |
| 25 януари   | 17:00 | Славия             | 1 – 3    | Нефтохимик 2010   | 16 – 25 | 25 – 23 | 13 – 25 | 10 – 25 |        | 64 – 98 |
| 25 януари   | 17:30 | ЦСКА               | 3 – 1    | Пирин Балканстрой | 16 – 25 | 25 – 23 | 25 – 23 | 25 – 21 |        | 91 – 92 |
| 25 януари   | 18:00 | Монтана            | 3 – 1    | Арда              | 19 – 25 | 26 – 24 | 25 – 21 | 25 – 23 |        | 95 – 93 |
| 25 януари   | 18:00 | Марек Юнион-Ивкони | 3 – 0    | Виктория Волей    | 25 – 15 | 25 – 18 | 25 – 19 |         |        | 75 – 52 |
| 13 февруари | 17:30 | Левски Волей       | 3 – 1    | КВК Габрово       | 25 – 15 | 25 – 20 | 24 – 26 | 25 – 18 |        | 99 – 79 |

Дванадесети кръг
| Дата       | Час   |                   | Резултат |                    | Гейм 1  | Гейм 2  | Гейм 3  | Гейм 4  | Гейм 5  | Общо      |
| ---------- | ----- | ----------------- | -------- | ------------------ | ------- | ------- | ------- | ------- | ------- | --------- |
| 1 февруари | 17:30 | Нефтохимик 2010   | 3 – 1    | Левски Волей       | 25 – 10 | 25 – 22 | 18 – 25 | 25 – 19 |         | 93 – 66   |
| 1 февруари | 18:00 | КВК Габрово       | 3 – 0    | Монтана            | 25 – 22 | 25 – 22 | 25 – 22 |         |         | 75 – 66   |
| 1 февруари | 18:00 | Арда              | 0 – 3    | ЦСКА               | 17 – 25 | 19 – 25 | 15 – 25 |         |         | 51 – 75   |
| 2 февруари | 17:30 | Пирин Балканстрой | 2 – 3    | Марек Юнион-Ивкони | 29 – 31 | 21 – 25 | 25 – 19 | 25 – 23 | 13 – 15 | 113 – 113 |
| 2 февруари | 18:00 | Виктория Волей    | 3 – 0    | Славия             | 25 – 18 | 25 – 19 | 25 – 11 |         |         | 75 – 48   |

Тринадесети кръг
| Дата       | Час   |              | Резултат |                    | Гейм 1  | Гейм 2  | Гейм 3  | Гейм 4  | Гейм 5 | Общо    |
| ---------- | ----- | ------------ | -------- | ------------------ | ------- | ------- | ------- | ------- | ------ | ------- |
| 6 февруари | 17:00 | Славия       | 0 – 3    | Марек Юнион-Ивкони | 13 – 25 | 13 – 25 | 17 – 25 |         |        | 43 – 75 |
| 6 февруари | 17:30 | Левски Волей | 1 – 3    | Виктория Волей     | 21 – 25 | 21 – 25 | 25 – 21 | 21 – 25 |        | 88 – 96 |
| 6 февруари | 17:30 | ЦСКА         | 1 – 3    | КВК Габрово        | 21 – 25 | 25 – 20 | 25 – 27 | 22 – 25 |        | 93 – 97 |
| 6 февруари | 18:00 | Монтана      | 3 – 1    | Нефтохимик 2010    | 25 – 21 | 25 – 16 | 20 – 25 | 25 – 18 |        | 95 – 80 |
| 6 февруари | 18:00 | Арда         | 3 – 1    | Пирин Балканстрой  | 25 – 12 | 25 – 22 | 18 – 25 | 25 – 18 |        | 93 – 77 |

Четиринадесети кръг
| Дата        | Час   |              | Резултат |                    | Гейм 1  | Гейм 2  | Гейм 3  | Гейм 4  | Гейм 5  | Общо      |
| ----------- | ----- | ------------ | -------- | ------------------ | ------- | ------- | ------- | ------- | ------- | --------- |
| 15 февруари | 18:00 | Монтана      | 3 – 2    | Марек Юнион-Ивкони | 26 – 24 | 18 – 25 | 25 – 22 | 16 – 25 | 15 – 12 | 100 – 108 |
| 15 февруари | 18:00 | ЦСКА         | 3 – 2    | Виктория Волей     | 17 – 25 | 17 – 25 | 25 – 20 | 25 – 22 | 16 – 14 | 100 – 106 |
| 15 февруари | 18:00 | Арда         | 3 – 1    | Нефтохимик 2010    | 21 – 25 | 25 – 20 | 26 – 24 | 25 – 22 |         | 97 – 91   |
| 16 февруари | 17:30 | КВК Габрово  | 3 – 0    | Пирин Балканстрой  | 25 – 20 | 25 – 12 | 25 – 19 |         |         | 75 – 51   |
| 16 февруари | 17:30 | Левски Волей | 3 – 0    | Славия             | 25 – 11 | 25 – 13 | 25 – 20 |         |         | 75 – 44   |